# Саракони
Саракони (груз. სარაქონი) — село в Грузии, на территории Чхороцкуского муниципалитета края (мхаре) Самегрело-Верхняя Сванетия.

## География
Село находится в западной части Грузии, в междуречье Хобисцкали и Чанисцкали, на расстоянии приблизительно 4 километров (по прямой) к юго-западу от города Чхороцку, административного центра муниципалитета. Абсолютная высота — 214 метров над уровнем моря.

## Население
По результатам официальной переписи населения 2014 года в Саракони проживало 740 человек (366 мужчин и 374 женщины). В национальной структуре населения грузины составляли 99,9 %, украинцы — 0,1 %.
| Год  | Население, человек |
| ---- | ------------------ |
| 2002 | 789                |
| 2014 | ↘ 740              |